# Château de Montfort-sur-Risle
 (novembre 2020).
Le château de Montfort-sur-Risle est un ancien château fort, du XIe siècle, dont les vestiges se dressent sur le territoire de la commune française de Montfort-sur-Risle, dans le département de l'Eure, en région Normandie.
Le château, dont les vestiges sont accessibles librement toute l'année, est inscrit au titre des monuments historiques. Des travaux de restauration ont été entrepris par des bénévoles de l'association Chantiers Histoire et Architecture Médiévales entre 2009 et 2011, puis 2016 et 2017.

## Localisation

Château médiéval de Montfort-sur-Risle.

Les ruines du château sont situées en position dominante au nord-est au-dessus de l'église Saint-Pierre-et-Saint-Paul de Montfort-sur-Risle, dans le département français l'Eure.
Implanté sur un éperon rocheux dominant le bourg de Montfort et la vallée de la Risle à près de 100 mètres d'altitude, le château forme un vaste ensemble d'une profondeur de 280 mètres et d'une largeur de 165 mètres. D'une superficie totale de 4,6 hectares, le site représente un emplacement particulièrement avantageux lui permettant de contrôler les voies terrestres menant de Pont-Audemer à Brionne et de Lieurey à Montfort. En outre, l'emplacement stratégique permet de prévenir tout danger en provenance du trafic fluvial et privilégie le contrôle de l'un des rares points de franchissement de la Risle aux XIe et XIIe siècles.

## Historique
Vers 980, Torsten de Bassebourg, premier possesseur des lieux attesté, reçut le domaine de Montfort. Portant le titre de vicomte, son nom provient du lieu-dit de Basse(m)bourg situé à la limite de Brucourt dans le Pays d'Auge dont il était originaire. Il donna naissance à Hugues Ier de Montfort, dit Hugues à la barbe, qui hérita du domaine. Hugues Ier édifia la forteresse de pierre dans sa première configuration. En 1039, il trouva la mort dans un combat contre Vauquelin de Ferrières à Plasnes près de Bernay. Hugues II de Montfort qui lui succéda était dévoué au duc Guillaume dont il était le connétable. Il l'accompagna dans la plupart de ses expéditions guerrières. En 1054, aux côtés de Guillaume, il remporte sur les Francs l'éclatante victoire de Mortemer. Hugues II accompagne le duc Guillaume à Hastings en 1066 et se voit gratifié de 114 manoirs répartis sur l’Angleterre. Il reçoit également l'honneur d'Haugley et se voit confier, avec Odon de Bayeux, la gestion de l'ensemble du comté de Kent. Ses deux fils Hugues III de Montfort et Robert Ier de Montfort recevront respectivement les terres anglaises et les terres normandes. Hugues III ne jouit pas longtemps du domaine de son père. Trouvant la mort en terre sainte lors des croisades, les possessions anglaises échouèrent à Robert Ier excepté l'honneur d'Haugley qui sera la base de forts désaccords entre le futur roi d'Angleterre Henri Ier et les Montfort.
Robert Ier, connétable héréditaire, s'illustra aux côtés de Guillaume le Roux, roi d'Angleterre. Sur son ordre, il s'empare de la tour du Mans et s'illustre brillamment à travers d'autres faits d'armes. Mais, en 1102, il abandonne le duc de Normandie au siège de Vignat et combat contre lui en 1106 à la bataille de Tinchebray. En l’absence de postérité, le domaine de Montfort revint à son neveu qui prit le nom de Hugues IV de Montfort. Il participa à la conspiration de la Croix-Saint-Leufroy en 1122 visant à élever au pouvoir Guillaume Cliton au détriment du roi Henri Ier ; il en résulta un fort ressentiment du roi Henri qui assiégea le château en 1122. En deux jours, le village est brûlé et la fortification est prise (munitio usque ad arcem capta est) jusqu'au donjon, dans lequel résistent des hommes de Montfort, commandés par Raoul de Gand. Henri fait venir des troupes du Cotentin et finalement les assiégés font la paix avec le roi. Le château fut remis entre les mains de Galéran IV de Meulan, beau frère de Hugues de Montfort, qui fut prisonnier du roi jusqu'en 1135.
Pendant trente six ans, Galéran occupa les lieux et fit réparer le château. Cependant Robert II de Montfort, fils aîné de Hugues IV reprit à Galéran en 1153 le château que ce dernier avait accaparé. Robert II possédait les trois honneurs de Coquainvilliers, Orbec et Montfort ; vingt-et-un chevaliers relevaient de lui pour l'honneur de Montfort, vingt-trois pour l'honneur de Coquainvillers et onze pour l'honneur d'Orbec, soit un total de cinquante-cinq chevaliers ce qui est considérable à l'époque. Robert II mourut en 1179 et c'est Hugues V de Montfort qui hérita du titre de sire de Montfort. Il est assez peu question de lui dans l'histoire sauf ce que rapportent les Rôles Normands ainsi que de sa participation au paiement de la rançon de Richard Cœur de Lion en 1195. À la suite de la prise de Château-Gaillard par le roi de France, le château de Montfort s'inscrivit dans la seconde ligne de défense du duché et devint ainsi une pièce maîtresse. Hugues V, fidèle au duc de Normandie Jean sans Terre reçut de nouvelles faveurs.
Mais en 1203, Hugues V disparaît des textes et il est fort probable qu'il perdit la vie lors d'un combat. Le château échut à Hugues de Gournay, qui abandonna Jean sans Terre en livrant Montfort aux troupes de Philippe Auguste. Par son importance stratégique, la forteresse fut reprise par le roi d'Angleterre qui la détruisit partiellement, démolissant les tours, démantelant les murailles, ruinant les chemins couverts, comblant le puits et démolissant les étages supérieurs du donjon. Aussi, quand les envoyés de Philippe Auguste vinrent reprendre possession de la forteresse, ils n'y trouvèrent plus que des ruines, etc.
En 1923, Robert Duquesne, érudit régional, écrivait : « Les habitants de Montfort aiment leur pays et sont fiers de son histoire. On peut se demander comment ils n'ont pas réussi à acquérir le vieux château qui devrait être propriété communale, afin de l'organiser en lieu de promenade, et attirer ainsi les excursionnistes du dehors, etc. ».

## Description

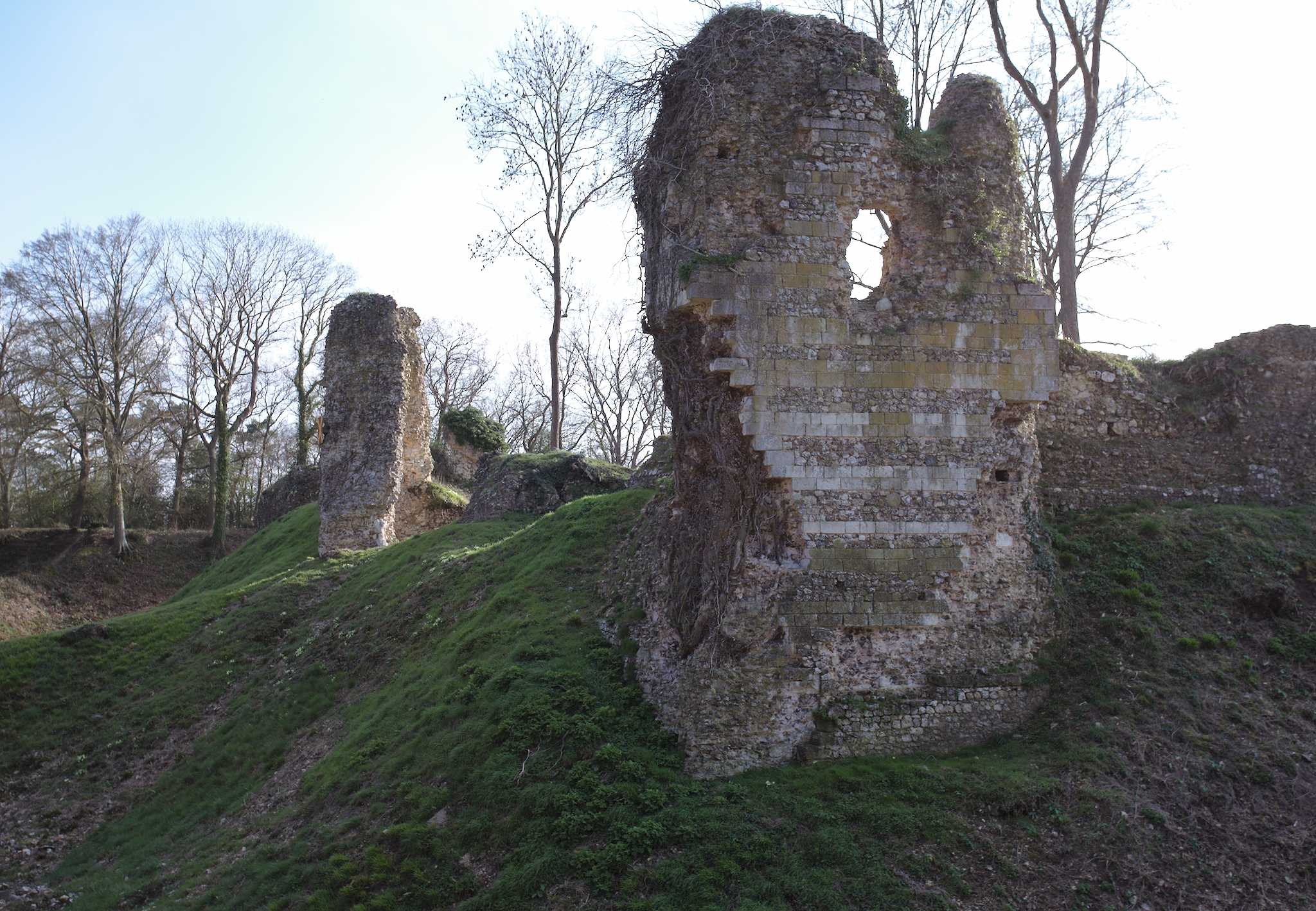
Château de Montfort, tour éperon.

### Présentation globale du site
Le château se compose, au nord, d’un ouvrage avancé appelé communément le Grand Ber qui est entouré par un large fossé. Cet ouvrage semble apparenté à une basse-cour de dimensions modestes. Au centre, subsistent les vestiges d’une enceinte en pierre qui comprend, au nord et au sud, sept tours.
À l’intérieur de l’enceinte, placé au sud-ouest et assez loin de l’entrée, se distingue un donjon de forme rectangulaire. Une courtine l’isole de cet ensemble. Au sud, en direction du plateau, le château se termine par une vaste basse-cour entourée par un fossé et protégée par un rempart de terre lui-même renforcé parfois par un mur de pierres maçonnées.

### Origine
Les origines de l’édifice sont assez controversées. D'origine gallo-romaine pour Delphine Philippe-Lemaître ou d’origine franque par Alfred Canel, il n’en demeure pas moins que les vestiges subsistants semblent dater des XIe et XIIe siècles.
Hugues Ier de Montfort construisit l’édifice dans la première moitié du XIe siècle, pendant la minorité de Guillaume le Bâtard dans un climat de lutte féodale, tout au moins l’enceinte de pierre dans sa configuration initiale et vraisemblablement la tour porte subsistante.
Hugues IV de Montfort, son arrière-petit-fils, l’améliora dans la première moitié du XIIe siècle, ceci correspond vraisemblablement à la période de la conspiration de La Croix-Saint-Leufroy à laquelle avait participé le sire de Montfort. La construction du donjon et des tours d’angles et de flanquement correspond sans doute à cette période.
En l’état actuel des choses et des éléments connus, seule une campagne de fouilles archéologiques permettrait de clarifier la situation et l’origine du site castral.

### Architecture et bâti
La forteresse, comprenant l’enceinte de pierre et les deux basses cours attenantes, présente une structure particulièrement remarquable.
La superficie de la haute cour représente à elle seule 3 600 m2 formant une courtine protégée par quatre tours d’angle, une tour-porte dite « Saint-Nicolas » et trois tours semi-circulaires.
Le donjon de 18 × 16 mètres et dont ne subsiste que le premier niveau est implanté au sud ouest de la haute cour. De forme rectangulaire, il présente des vestiges de contreforts plats aux angles et au milieu. Une chemise l’entoure encore partiellement et l’isole du reste de la haute-cour.
Les matériaux composant les maçonneries sont pour l’essentiel composés de silex à parements et de blocaille. Les arêtes et les soubassements révèlent un appareillage de pierre calcaire bien agencé.
Les structures de la poterne au niveau de la tour porte ont été relevées lors du sondage archéologique réalisé sous l’égide de Madame Claude Gilles en 1977 et 1978.
À noter à l’arrière du donjon, le mur de courtine réalisé en Opus spicatum témoignant d’un type de maçonnerie ancien mis en œuvre dès les IXe et Xe siècles.
L’enceinte maçonnée est ceinturée dans sa totalité par des fossés dont la profondeur atteint parfois 10 mètres alors que la largeur s’étend jusqu’à 39 mètres.
Les murs de courtines, épais de 2 mètres, atteignent une hauteur maximale de 5 mètres mais un remblai important interdit une lecture précise de leurs dimensions.
Lors des campagnes réalisées par l’association Chantiers histoire et Architecture Médiévales (C.H.A.M.) en 2009, 2010 et 2011, des modifications intervenues en plusieurs emplacements ont été clairement relevées faisant état de deux époques de constructions différentes.
Les parties sommitales ont été reprises rehaussant les murs de l’enceinte et un glacis a été ajouté sur l’extérieur des courtines. Ces deux éléments attestent un renforcement évident en vue d’une défense militaire accrue. Il en est de même pour les tours d’angles et la tour éperon dont l’implantation vient clairement s’ajouter dans un dispositif initial plus sommaire.
Ces modifications reflètent vraisemblablement les transformations effectuées par Hugues IV évoquées au gré des textes et faisant suite aux nécessités imposées par le conflit avec le roi d’Angleterre.
Différents récits ont évoqué deux périodes de construction pour le château.
En effet lors de la dernière campagne de l'association C.H.A.M., une archère, transformée puis modifiée en point de lumière, a été clairement identifiée en pleine courtine alors même que les tours de flanquement présentent des points de tirs plus efficaces. Il s'agirait donc des premières défenses réalisées avant les transformations évoquées ci-dessus.
Les campagnes de l'association C.H.A.M. ont permis de réparer et solidifier plusieurs ouvrages menacés et de les pérenniser.
La dévégétalisation commencée en 2003 par l'association Montfort Culture et Patrimoine a permis d'obtenir une lisibilité du site beaucoup plus probante. Différents éléments à destination de l'accueil du public ont été réalisés par l'association dont un préau d'accueil, des aires pique-nique et dernièrement un Jardin des Simples. Les médiévales qui se tiennent lors du premier week-end de septembre sont un instant privilégié à destination d'un public familial.

## Protection
Les ruines du château fort sont inscrites au titre des monuments historiques par arrêté du 13 septembre 1937.